# اینتراکتیو بروکرز
اینتراکتیو بروکرز (انگلیسی: Interactive Brokers) شرکت خدمات مالی آمریکایی است، که در سال ۱۹۷۸ توسط توماس پیترفای تأسیس شد.